# خوچ (استان لهستان بزرگ‌تر)
خوچ (به لهستانی:  Chocz) یک روستا در لهستان است که در گمینا خوچ واقع شده‌است. خوچ ۱٬۷۰۰ نفر جمعیت دارد.